# Bulasat
Bulasat is een bestuurslaag in het regentschap Kepulauan Mentawai van de provincie West-Sumatra, Indonesië. Bulasat telt 2172 inwoners (volkstelling 2010).